# Karbi
Etnia del Noreste de la India en Assam que puebla principalmente los distritos de Anglong y North Cachar Hills.
Las principales organizaciones de los Karbi, que reclamaban un distrito autónomo, eran la Karbi National Volunteers, fundada el 22 de marzo de 1994, y el Karbi Peoples Force, fundado el 12 de septiembre de 1994. Ambas organizaciones se unieron el 21 de mayo de 1999 formando el United People’s Democratic Solidarity (UPDS) dirigido por Kiri Rongphar y Heren Sing Bey, ambos detenidos, y por Harsing Timung. En el Congreso de la Organización celebrado del 11 al 21 de enero de 2000 se reafírmó la unión de ambos grupos. El 23 de mayo de 2002 se firmó un acuerdo de cese el fuego con el gobierno de India. La UPDS cambió su nombre en el tercer congreso celebrado del 6 al 16 de mayo de 2004 pasando a llamarse Karbi Longri NC Hills Liberation Front (KLNLF). 
- Bandera

La Karbi National Volunteers adoptó la bandera compuesta de tres franjas, la primera con los colores blanco, rojo y negro en franjas imitando los vestidos tradicionales; la franja central blblanca; y la inferior verde; en el centro el emblema consistente en dos espadas karbi cruzadas y un escudo tradicional karbi. 
Cuando se creó la UPDS la bandera del KNV fue retenida por la organización pero se cambíó su emblema. La misma bandera continuó cuando adoptó el nombre de KLNLF.
- Datos: Q1287301
- Multimedia: Karbi people / Q1287301